# Betfair

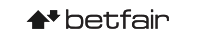
Het Betfair logo.

Betfair is de grootste speler in de weddenschapruilhandelmarkt ter wereld. Het bedrijf is gevestigd in Hammersmith in West Londen, Engeland. Sinds Betfair is opgericht in juni 2000 zijn ze het grootste wedbedrijf van Engeland geworden en de grootste weddenschapruilhandelsite van de wereld. Ze hebben momenteel ruim een miljoen klanten en de omzet is meer dan € 70 miljoen per week.
Betfair heeft in België geen licentie van de Kansspelcommissie en staat vermeld op de zwarte lijst. Belgische bezoekers kunnen de website niet bezoeken. Daarnaast is de site ook verboden in Nederland en de VS.

## Werkwijze
Een weddenschappenhandelsite biedt gokkers de mogelijkheid om een weddenschap af te sluiten tegen en met elkaar. De weddenschappen worden door de gebruiker geplaatst waar normaliter een traditionele bookmaker de noteringen bepaalt. Leden kunnen zowel 'backen' (het plaatsen van een weddenschap op winst) als 'layen' (het plaatsen van een weddenschap op verlies).
In het model dat Betfair gebruikt (twee partijen bij elkaar brengen met tegenovergestelde gedachtes) is er geen bookmaker nodig omdat de noteringen bepaald worden door de gebruiker. De gebruiker die de aangeboden notering/weddenschap aanneemt wedt tegen de persoon die de weddenschap plaatst. Zo kan de gebruiker dus zelf de noteringen bepalen en voor bookmaker 'spelen'. Door deze mogelijkheden zijn de noteringen vaak 20% hoger dan bij een conventionele bookmaker. Betfair brengt als tussenpartij een commissie in rekening op alle winnende weddenschappen. Dit is normaliter 5%. Dit percentage kan echter afhangen van de status van de gebruiker. Door het gebruik van Betfair verzamelt de speler punten waardoor de verschuldigde commissie lager kan uitvallen. De commissie kan zo tot 2% verlaagd worden. De Betfair omgeving heeft sterke overeenkomsten met de aandelenhandel. Door opties aan te kopen en te verkopen kan je winst of verlies maken. In plaats van aandelen of opties, handel je hier in sportweddenschappen.

## Bedrijfsstructuur
Het bedrijf is opgericht door Andrew Black en Edward Wray. Het staat bekend om zijn innovativiteit en haalde vele prijzen binnen waaronder de prestigieuze Queen's Award in 2003, in Engeland de hoogste prijs voor ondernemingen. Softbank kocht in april 2006 23% van de aandelen van Betfair ter waarde van £ 1,5 miljard. In december 2006 kocht Betfair het paardenracebedrijf 'Timeform' dat statistieken verzorgt met betrekking tot paardenraces. In maart 2007 lanceerde het bedrijf een eigen radiostation Betfair Radio dat te ontvangen is via internet en telefoon. De zender zendt live commentaar uit tijdens paardenraces en zo nu en dan van andere sporten. De zender zendt uit vanuit een studio in het hoofdkantoor van Betfair in Hammersmith.